# Imperium
Imperium (de la lat. impero, a guverna, a comanda) era autoritatea supremă civilă (administrativă, judiciară sau religioasă) și militară a romanilor.

## Regatul Roman
În perioada  Regatului Roman regii erau investiți cu imperium de către divinitate.

## Republica Romană
În timpul  Republicii imperium  a fost împărțit între consuli, pretori și edili patricieni. Dictatorii și Magister Equitum aveau de asemenea imperium pe durata magistraturii extraordinare.
Autoritatea dată de imperium era simbolizată de  lictori cu  fascii pe umeri. Numărul lor arăta importanța magistratului. Astfel, un dictator era urmat de 24 de lictori, un consul de 12, un pretor și Magister Equitum de 6, iar un edil patrician de 2.  
Magistratul investit cu imperium avea o putere civilă la Roma (imperium domi) și o putere militară (imperium militiae) în afara Romei. El avea dreptul de a:
- lua auspicii[3] la Roma
- judeca civil și penal
- constrânge un cetățean să își îndeplinească o obligație
- convoca și prezida Senatul
- convoca și cere cetățenilor să voteze în afara Romei, în comițiile centuriate
- recruta și comanda armate

Puterile magistraților cu imperium au fost limitate prin dreptul de apel la popor (provocatio ad populum) și dreptul de intervenție al tribunilor plebei.
Promagistraturile (proconsulat, propretură) aveau imperium pe provincia respectivă dar doar autoritatea militară (imperium militiae) a fost prorogată.

## Imperiul Roman
Împăratul avea imperium maius („imperiu mai mare”),  un imperium superior celui acordat magistratilor înainte, valid pe toată suprafața Imperiului Roman și atribuit la începutul domniei prin lex de imperio („lege de guvernare și comandă”).
El putea delega această autoritate reprezentanților lui într-o provincie, care aveau 5 lictori. Generalul care comanda o armată era de asemenea delegatul (legatus) împăratului. 

## Potestas
Potestas (de la lat. postum, putere) era o autoritate administrativă (nu militară). Magistraturile cu potestas sunt cele de edil plebeu, chestor, tribun și cenzor. 
Magistrații cu potestas aveau dreptul de a:
- lua auspicii
- da ordonanțe
- da amenzi
- convoca pe cetățeni în incinta orașului, pentru a primi o comunicare, delibera sau vota

## Autorictas
Autorictas era autoritatea dată de Mos maiorum, de exemplu cea a  Senatului Roman. 